# DOUBLE STANDARDS
『DOUBLE STANDARDS（ダブル・スタンダーズ）』とは、2003年10月10日に発売されたタケカワユキヒデのアルバム（サブタイトル:「A Big Rock& Roll Star」）及び、同時発売されたタケカワユキヒデ & T's COMPANYのアルバム（サブタイトル:「Be With You」）である。

## 概要
- タケカワユキヒデが1997年以降に手掛けた曲が収録されている。
- T's COMPANYとは、タケカワの三女(基)と四女(愛)のユニットである。
- ジャケットの色は、「A Big Rock & Roll Star」が赤色で、「Be With You」が緑色である。
- 現在、レコード店などでの販売は行っておらず、通信販売のみ行っている。（現在、品切れ）

## 収録曲

### A Big Rock & Roll Star
1. COME ON, ROCK &ROLL TOGETHER
  - 作詞・作曲・編曲:タケカワユキヒデ
    - TV「タケカワ家のアウトドアHoliday」主題歌。
2. A BIG ROCK &ROLL STAR～一度見た夢ならば～
  - 作詞・作曲:タケカワユキヒデ　編曲:タケカワユキヒデ、That's On Noise
    - 「D-POP PROJECTION」EDテーマソング。（2018年度まで使用）
3. WE NEVER FORGET YOUR LOVE
  - 作詞・作曲:タケカワユキヒデ　編曲:タケカワユキヒデ、That's On Noise
    - 「第21回全国豊かな海づくり大会」テーマソング。
4. SKIP SKIP SMILE
  - 作詞:木戸美智好　作曲:タケカワユキヒデ　編曲:タケカワユキヒデ、That's On Noise
    - 「ふくいゆとりフェスタ'98」イメージソング。
5. いつまでもCHALLENGE
  - 作詞・作曲:タケカワユキヒデ　編曲:タケカワユキヒデ、That's On Noise
    - 「フランスベッド」イメージソング。
6. 友達といるときは
  - 作詞・作曲:タケカワユキヒデ　編曲:タケカワユキヒデ、That's On Noise
    - ゲーム「悠久幻想曲」イメージソング。
7. MAKE A WISH～自分の力を信じて～
  - 作詞:福原馨　作曲:タケカワユキヒデ　編曲:タケカワユキヒデ、That's On Noise
    - NSD社歌。
8. 希望（ゆめ）のまち
  - 作詞:福原くにこ　補作詞・作曲:タケカワユキヒデ　編曲:タケカワユキヒデ、That's On Noise
    - さいたま市歌。
9. 風のセレナーデ
  - 作詞:山梨涼子　作曲・編曲:タケカワユキヒデ、That's On Noise
    - 「グリーンサラウンドシティー」キャンペーンソング。
10. 永遠に君と～AND THOUGH YOU COULD HAVE ANYONE～
  - 作詞・作曲・編曲:タケカワユキヒデ
    - SS版ゲーム『悠久幻想曲 2nd Album』主題歌。この曲は元々「永遠の親友～AND THOUGH YOU COULD HAVE ANYONE～」として、『悠久幻想曲』のサウンドトラックなどに収録されていた。この曲は英語版であるが、タケカワ本人の訳詞による日本語版も存在し、同ゲームのCMソングや、PS版主題歌に使用された。
11. MAGIC GOKU
  - 作詞・作曲・編曲:タケカワユキヒデ
    - ゲーム「西遊記」主題歌。
12. A BIG ROCK &ROLL STAR～一度見た夢ならば～（オリジナル・カラオケ）
  - 作曲:タケカワユキヒデ　編曲:タケカワユキヒデ、That's On Noise
13. WE NEVER FORGET YOUR LOVE（オリジナル・カラオケ）
  - 作曲:タケカワユキヒデ　編曲:タケカワユキヒデ、That's On Noise
14. 希望（ゆめ）のまち（オリジナル・カラオケ）
  - 作曲:タケカワユキヒデ　編曲:タケカワユキヒデ、That's On Noise
15. 風のセレナーデ（オリジナル・カラオケ）
  - 作曲・編曲:タケカワユキヒデ、That's On Noise

### Be with you
1. WE WITH YOU～僕たちがついてる～
  - 作詞・作曲:タケカワユキヒデ　編曲:タケカワユキヒデ、That's On Noise
    - TVアニメ「ぐるぐるタウンはなまるくん」EDテーマ。
2. I MISS YOU～そこにいるままで～
  - 作詞・作曲:タケカワユキヒデ　編曲:タケカワユキヒデ、That's On Noise
    - TV「アニメ情報倶楽部」主題歌。
3. 気分は上々～MIRACLE～
  - 作詞・作曲:タケカワユキヒデ　編曲:タケカワユキヒデ、That's On Noise
    - 「花王リーゼ」CMソング。
4. LA LA LA I LOVE YOU
  - 作詞:タケカワユキヒデ、椎名KAY太、真木須ともこ　作曲・編曲:タケカワユキヒデ
    - 「北九州博覧祭2001」イメージソング。
5. ハグしよう～GIVE ME A HUG～
  - 作詞・作曲:タケカワユキヒデ　編曲:タケカワユキヒデ、That's On Noise
    - アニメ映画「ドラえもん～おばあちゃんの思い出～」主題歌。
6. LET'S GO～翼ひろげて～
  - 作詞:顕生千寛　作曲:タケカワユキヒデ　編曲:タケカワユキヒデ、That's On Noise
    - 「山形県・未来への贈り物事業」応援歌。
7. WE LOVE OCEANS & FISHES
  - 作詞・作曲・編曲:タケカワユキヒデ
    - 「横山隆一まんが記念館」テーマソング。
8. 風を感じて
  - 作詞・作曲:タケカワユキヒデ　編曲:タケカワユキヒデ、That's On Noise
    - 「ひるがの高原・牧歌の里」イメージソング。
9. すずめばち最高!
  - 作詞・作曲:タケカワユキヒデ　編曲:タケカワユキヒデ、That's On Noise
    - TVアニメ「はなまるくん」挿入歌。
10. 彩られた明日へ
  - 作詞:羽牟史代　作曲・編曲:タケカワユキヒデ
    - 「彩の国さいたま」イメージソング。
11. TAKE MY HAND
  - 作詞:奈良橋陽子　作曲・編曲:タケカワユキヒデ
    - 「アニメ情報倶楽部」OPテーマ。全詞英語。
12. WE WITH YOU～僕たちがついてる～（オリジナル・カラオケ）
  - 作曲:タケカワユキヒデ　編曲:タケカワユキヒデ、That's On Noise
13. I MISS YOU～そこにいるままで～（オリジナル・カラオケ）
  - 作曲:タケカワユキヒデ　編曲:タケカワユキヒデ、That's On Noise
14. LA LA LA I LOVE YOU（オリジナル・カラオケ）
  - 作曲・編曲:タケカワユキヒデ
15. 風を感じて（オリジナル・カラオケ）
  - 作曲:タケカワユキヒデ　編曲:タケカワユキヒデ、That's On Noise